# Księga Etera
Księga Etera [Et] – w religii mormońskiej księga wchodząca w skład Księgi Mormona. Według wierzeń mormonów opisuje ona dzieje Jeredytów spisane na podstawie 24 płyt znalezionych przez ludzi Limhiego w czasach króla Mosjasza. Księga Etera w przeciwieństwie do wielu innych ksiąg wchodzących w skład Księgi Mormona nie posiada rzekomej daty powstania.

## Autorstwo Księgi
W pierwsze wersety Księgi Etera przypisują jej autorstwo prorokowi Moroniemu.

## Opis Księgi
Księga Etera składa się z 15 rozdziałów, które zdaniem niektórych stworzone są na wzór biblijnych ksiąg Królewskich i Kronik. W Księdze Mormona została umieszczona jako przedostatnia księga między Księgą Mormona, a Księgą Moroniego.
1. W pierwszym rozdziale zostaje przedstawiony rodowód Etera. Prorok Moroni, podaje również informację, że mowa Jeredytów nie została pomieszana przy biblijnych wydarzeniach związanych z wieżą Babel. Również w tym rozdziale możemy przeczytać, że Jeredzi po biblijnym rozproszeniu otrzymali od Boga obietnicę opieki i otrzymania w posiadanie Ziemi Obiecanej.
2. W drugim rozdziale został zamieszczony opis przygotowania Jeredytów do wyprawy poprzez budowanie barek. Barki miały być pozbawione okien i przypominać Wieloryba. Cała podróż miała odbywać się w ciemności. Stąd można wnioskować, że wybudowane przez Jeredytów barki miały przypominać łodzie podwodne.
3. W trzecim rozdziale został przedstawiony opis wizji jaki otrzymał brat Jereda. W nim to wspomniana osoba upewniła się w przekonaniu, że Bóg ma ciało i krew, a zatem jest istotą materialną. W innym miejscu tego rozdziału jest wyraźnie podkreślone, że wspomniany palec nie należał do Boga Ojca, lecz do jego syna Jezusa Chrystusa.
4. W czwartym i piątym rozdziale Chrystus wzywa wszystkich ludzi do nawrócenia się i przyjęcia chrztu. Tam też jest mowa o świadkach, którzy mają świadczyć o prawdzie Księgi Mormona.
5. W szóstym i siódmym rozdziale została opisana podróż Jeredów do Ziemi Obiecanej. Tam też jest mowa o namaszczeniu Orihaha na pierwszego króla Jeredów. Orihah dzieli kraj na królestwo Szule i królestwo Kohora.
6. Rozdział ósmy został poświęcony walkom o władzę w królestwie Szula. W tym też rozdziale córka Jereda decyduje się tańczyć przed Akiszem w zamian za głowę króla.
7. Rozdział dziewiąty przedstawia plagi głodu i węży jakie zostały zesłane na niewierny lud.
8. Rozdziały 10–11 ukazują czytelnikowi dalsze walki o władzę w Królestwach.
9. Od 12 rozdziału, aż do końca księgi możemy zauważyć proroka Etera i Moroniego, którzy nakłaniają lud do wiary. Tam też pojawia się motyw wiary dzięki której można przesunąć górę. W 13 rozdziale pojawia się idea Nowego Jeruzalem, które ma zostać zbudowane w Ameryce. W ostatnim rozdziale ukazana zostaje bitwa w której giną wszyscy Jeredzi z wyjątkiem Koriantumra.

## Związki Księgi Etera z Biblią
1. Motyw Wieży Babilońskiej i pomieszania języków.
2. Genealogia Jereda (podobny motyw został użyty w Ewangelii Mateusza rozdział 1 – Rodowód Jezusa)
3. Jeredyci zabierają na barki po jednej parze każdego gatunku zwierząt, jak Noe.
4. Motyw Ziemi Obiecanej (Wybranej) i wędrówka do niej.
5. Taniec córki Jereda (Et. 8,10) – wzorowano się na opisie ścięcia Jana Chrzciciela.
6. 12 Rozdział Księgi Etera pokazuje biblijny motyw wiary która jest w stanie góry przenosić.
7. Nowe Jeruzalem (Et. 13) – przedstawione podobnie jak w Objawieniu św. Jana (Wizji o Niebiańskim Jeruzalem).